# Ат
Ат (на нидерландски: Aat, Аат) е град в Югозападна Белгия, провинция Ено. Намира се на 25 km северозападно от Монс. Населението му е 29 164 души (по приблизителна оценка към 1 януари 2018 г.).
При консолидацията на белгийските общини през 1977 към Ат са присъединени селищата Ланксен, Иршонвелз, Ормени, Бувини, Остиш, Ребе, Мафъл, Арбър, Утен, Лин, Менво, Мулбе, Виле Нотър Дам, Виле Сен Аман, Гисленгиен, Изиер, Мелен л'Евек и Жибек.

## Известни личности
Родени в Ат
- Мишел дьо Бей (1513 – 1589), теолог
- Анри Верн (р. 1918), писател